# Luisa Levi (1929)

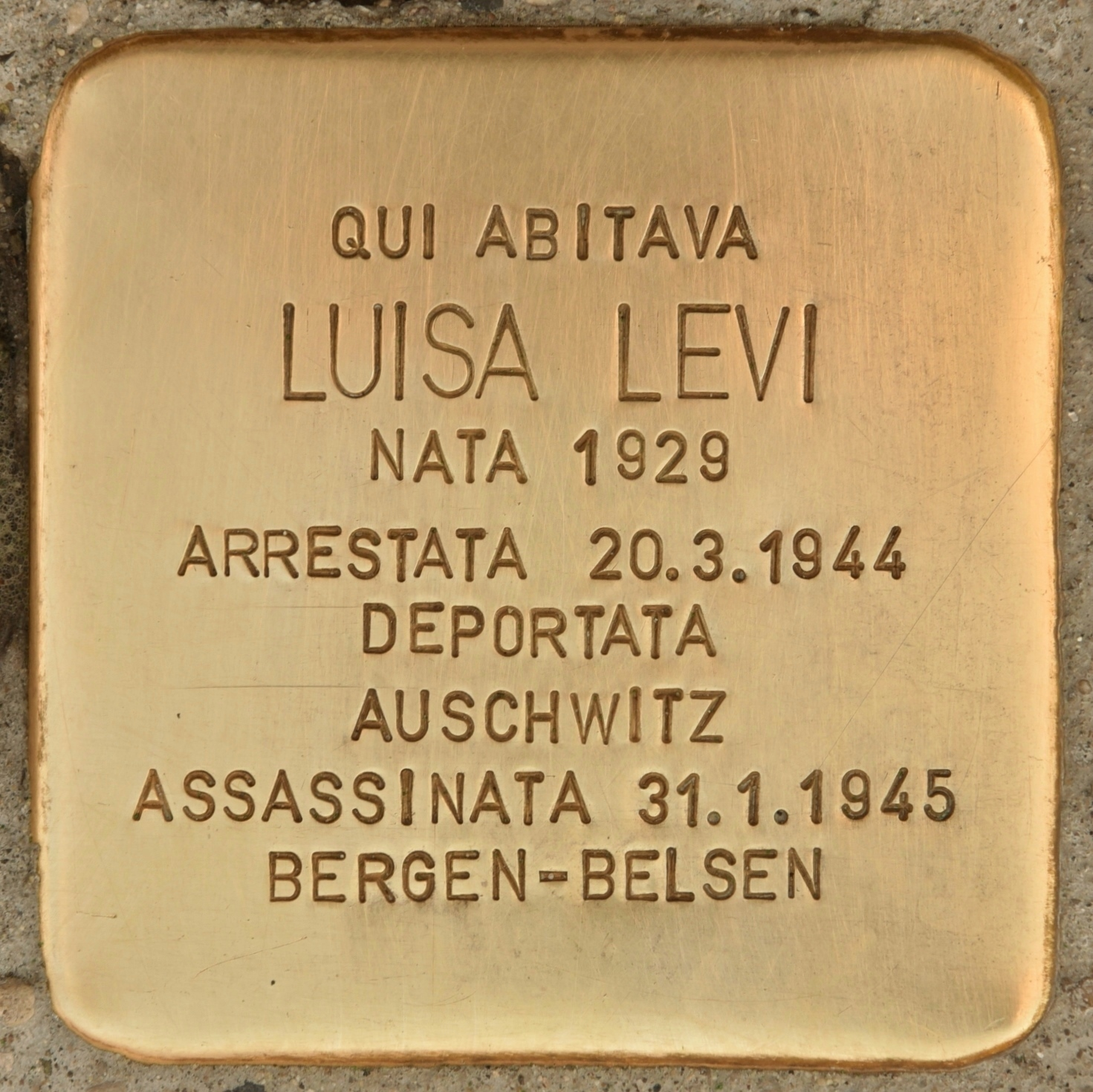
Pietra d'inciampo a Mantova

Luisa Levi (Mantova, 10 novembre 1929 – Bergen Belsen, 31 gennaio 1945) è stata una vittima della Shoah.

## Biografia
Luisa Levi era la terza e la più giovane dei figli di Enea Samuele Levi ed Elide Levi. Luisa Levi con i due genitori e la sorella Silvana nata 9 anni prima, fu vittima della Shoah. Il fratello Franco fu l'unico supertite della famiglia.
L'arresto delle tre donne e di Enea Samuele Levi fu eseguito da militi della Guardia nazionale repubblicana Il 20 marzo 1944 a Milano, dove la famiglia si era rifugiata con l'intenzione di espatriare in Svizzera.Trasportata a Mantova la famiglia fu divisa. Luisa, la madre e la sorella Silvana furono ristrette nel campo di raccolta istituito dalla polizia italiana nei locali della Casa di riposo ebraica di Mantova in Via Gilberto Govi mentre il padre di Luisa fu rinchiuso nel penitenziario mantovano di via Poma, dove rimase fino al momento del trasferimento al campo di transito di Fossoli da dove partì per Auschwitz il 16 maggio 1944. 
Il 5 aprile 1944, le tre donne della famiglia Levi, con altre 43 persone, furono deportate ad Auschwitz dove giunsero il 10 aprile 1944 con il Transport 9. Elide Levi fu assassinata il giorno del loro arrivo, il 10 aprile 1944. Sempre ad Auschwitz furono assassinati Enea Samuele Levi il 1º giugno 1944 e Silvana il 14 gennaio 1945.
Luisa, nel frattempo, era stata trasferita nel campo di concentramento di Bergen-Belsen e lì assassinata il 31 gennaio 1945. Fu la più giovane vittima mantovana della Shoah.
Nel 2005 a Luisa Levi è stato intitolato l'Istituto Comprensivo 1 di Mantova, che raccoglie sei fra scuole per l’infanzia, primarie e una secondaria.